# Блакитні озера (Кабардино-Балкарія)

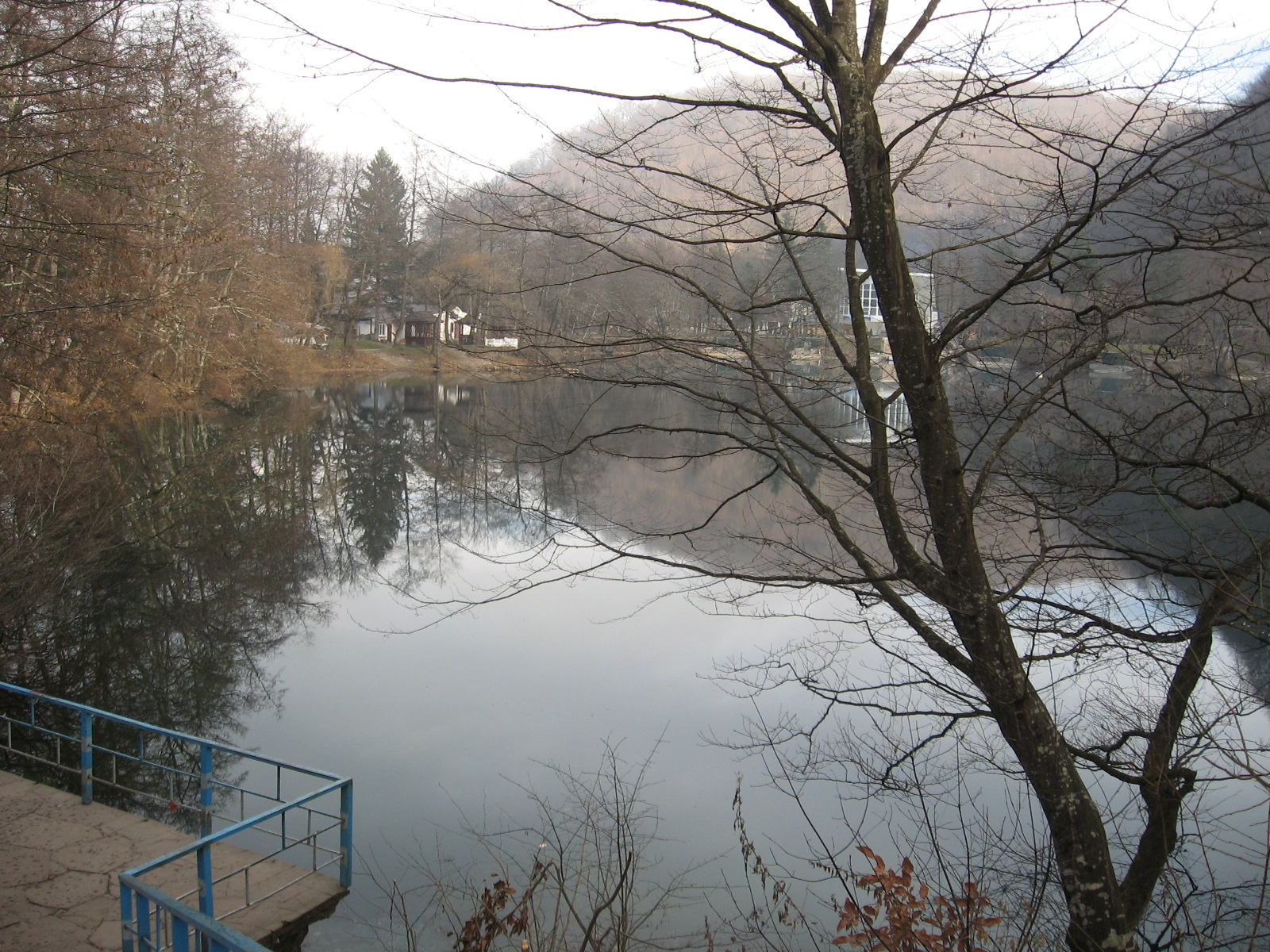
Нижнє Голубе озеро. Загальний вигляд

Блакитні озера (рос. Голубые озёра, каб.-черк. Шэрэдж анэ, кар.-балк. Чирик-кёль) — група з 5 карстових озер у Черекському районі Кабардино-Балкарії. Лежать приблизно за 30 км на південь від Нальчика в долині річки Черек-Балкарський, на 6 км вище за течією від злиття річок Черек-Балкарський та Черек-Безенгійський в річку Черек 43°13′40″ пн. ш. 43°33′0″ сх. д. / 43.22778° пн. ш. 43.55000° сх. д..

## Опис
Серед озер можна виділити Нижнє блакитне озеро (Церік-Кель, Черек-Кьол) та Верхні блакитні озера (у тому числі Сухе і Секретне).
Жак Ів Кусто провівши дослідження не зміг достовірно визначити глибину Церік-Кель (орієнтовно від 200 м до 250 м)[джерело?].

### Церіккель
Нижнє блакитне озеро розташоване на висоті 809 м над рівнем моря. Площа озера 0,0216 км² (235 Х 130 м). Точна глибина озера невідома. Раніше довгий час за офіційними даними вважалося, що вона становить 258 м, за іншими даними — до 368 м. Станом на початок 2018 року офіційно зафіксована глибина становить 279 м (друге за глибиною карстове озеро у світі).
У вересні-жовтні 2016 року спеціалісти Центру підводних досліджень Російського географічного товариства провели масштабні дослідження озера. В одній із глибоководних печер, розташованій у південно-східній частині водойми за допомогою підводного робота «Марлін-350»
вдалося досягнути глибини 279 м. Однак, за словами керівника експедиції Сергія Фокіна, озеро може бути набагато глибшим.
За результатами експедиції побудовано 3D-модель озера, а також визначено хімічний та біологічний склад води.
Має постійну температуру води 9,3 °C.
Проточне. Витік з озера постійний і не схильний до сезонних коливань. Становить він приблизно 70 млн л. води на добу.
На березі розташовані турбази.
Вода кришталево чиста, прозора, стінки озера проглядаються до глибини 22 м. Її колір мінливий. При ясній погоді ніжно — блакитний, а при інших погодних умовах змінюється на блакитний (через вміст сірководню). Водна гладь озера спокійна, здається, воно завмерло, застигло у своїй таємничій, загадковій красі. Легенда свідчить, що озеро утворилося, коли на землю впав дракон, якого убив народний герой, прабатько сучасних жителів Північного Кавказу.

### Інші блакитні озера
На схід від озера Церік-кель лежить озеро Кель — Кетчхен. Улоговина озера є глибокою карстовою шахтою з прямовисними стінками завглибшки 177 м. На дні колодязя розташована водойма площею 2500 квадратних метрів, завглибшки 5 м. Кель — Кетчхен аналогічне за походженням до озера Церіккель: це результат карстових процесів. У перекладі з балкарського Кель — Кетчхен означає «озеро витекло». За переказами, в сухому провалі раніше було справжнє озеро з чистою водою. Одного разу гори здригнулися і озеро Кель — Кетчхен зникло, витекло.
На північ від Кель — Кетчхен у величезній карстовій западині міститься Верхнє Блакитне озеро. Як порівняти з Церіккель і Кель — Кетчхен, воно неглибоке (18 м.). Улоговина озера нагадує чашу: береги низькі, пологі, найбільша глибина в центрі. Джерелом живлення Верхнього Блакитного озера є переважно атмосферні опади, тому його рівень зазнає коливань.
Верхні блакитні озера завглибшки до 17 м. Всі чотири озера сполучені. В озерах, крім Нижнього, водиться білий амур, короп, форель. У Нижньому озері водиться лише один представник фауни — рачок гаммарус.

## Галерея

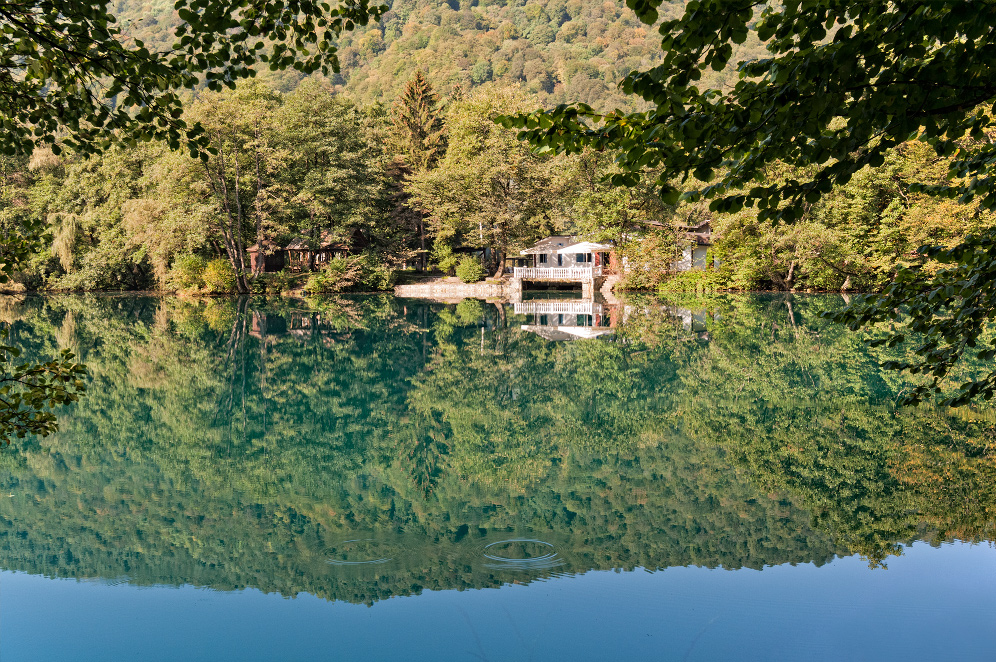
Нижнє Блакитне озеро. Вересень 2011р.
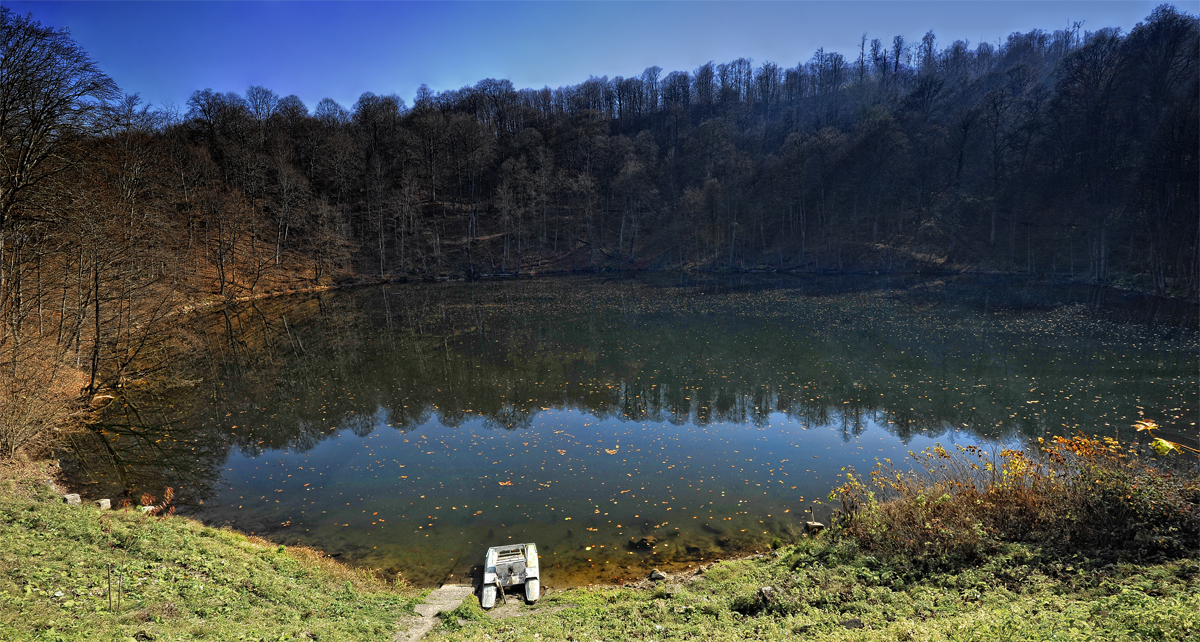
Секретне озеро.
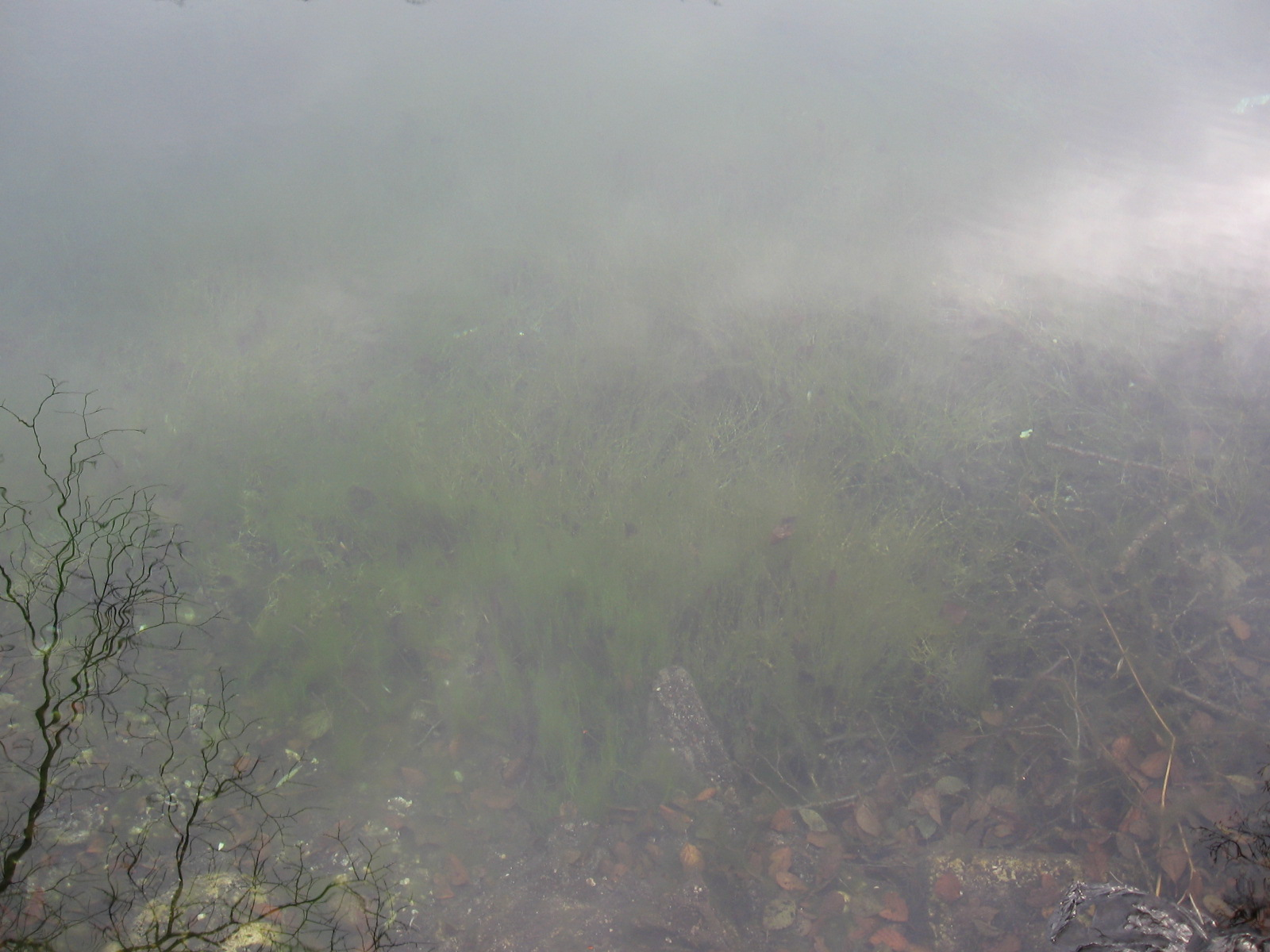
Нижнє Блакитне озеро. Флора
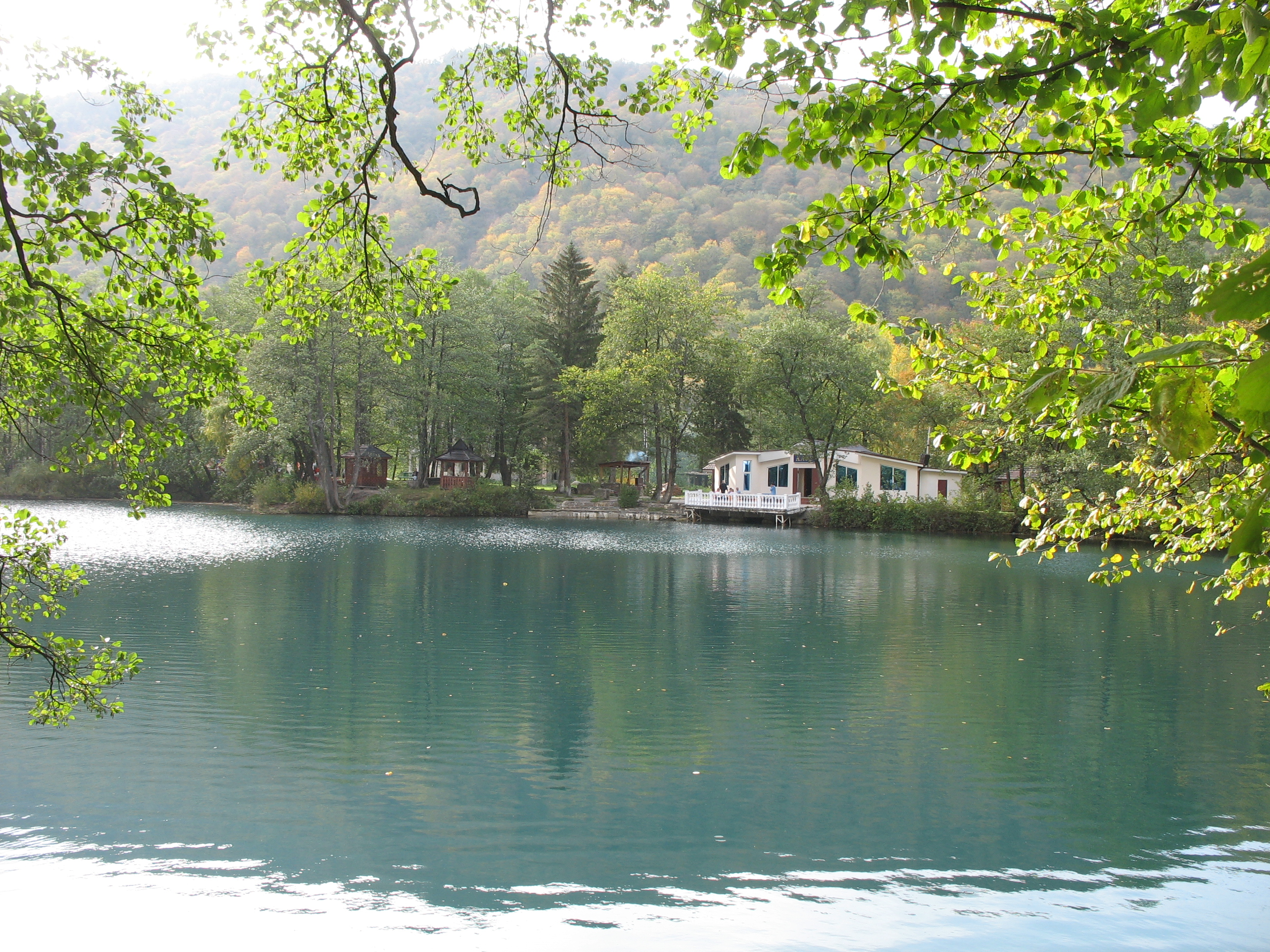
Нижнє Блакитне озеро восени
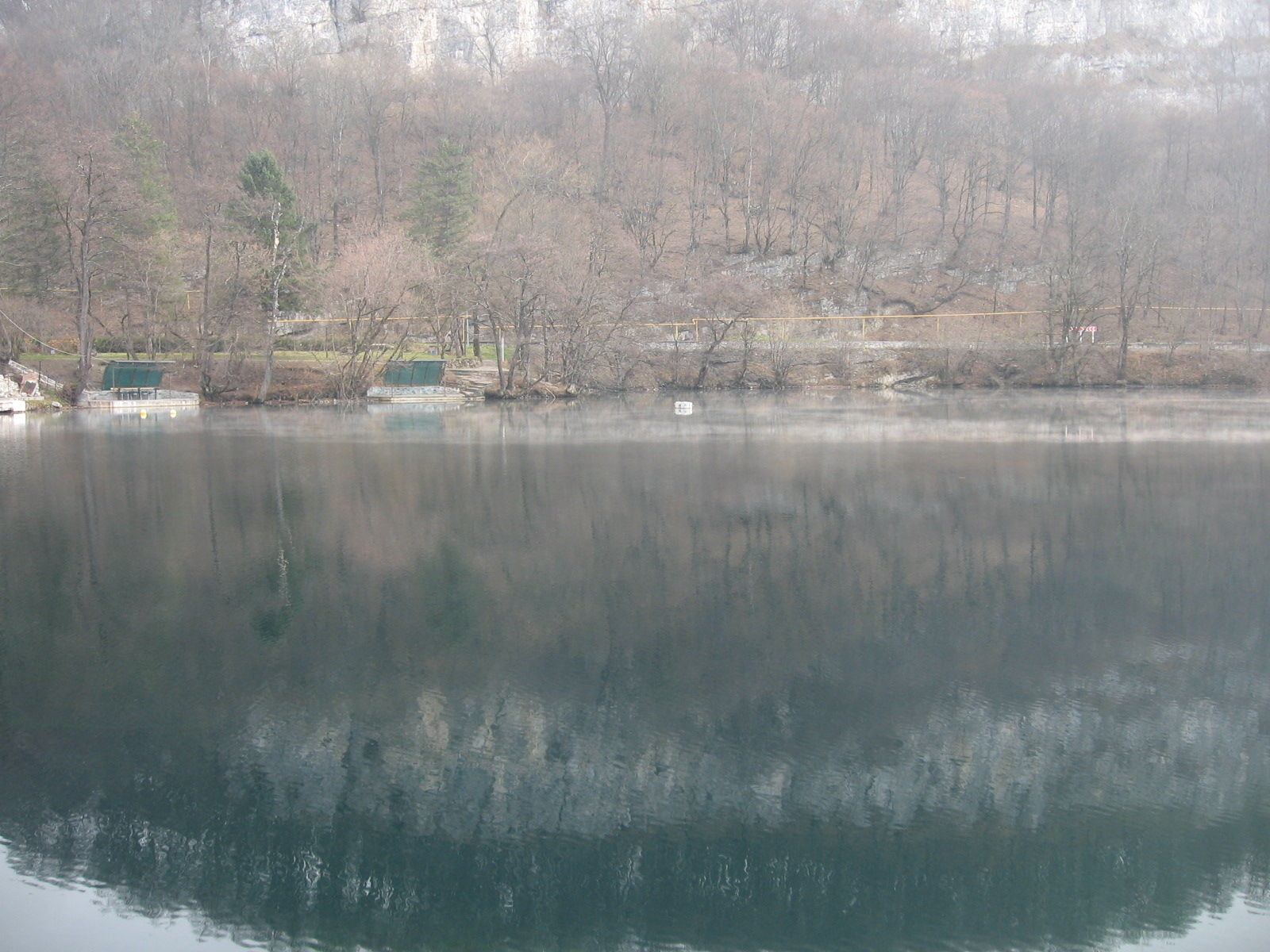
Нижнє Блакитне озеро. Вода має блакитний відтінок

## на картах
- Фото на Google Maps
- Яндекс карти